# Осот вовнистоцвітий
Осот вовнистоцвітий (Cirsium laniflorum) — вид рослин із родини айстрових (Asteraceae).

## Біоморфологічна характеристика
Багаторічна рослина 60–150 см заввишки. Квітки пурпурові. Період цвітіння: липень — вересень.

## Середовище проживання
Вид зростає у європейській Туреччині й Україні.
В Україні вид росте у соснових та грушевих лісах, дубняках, на полянах, на кам'янистих схилах, біля доріг — у гірському та південному Криму. Ендемік Криму.